# Lee Sung-jin
Lee Sung-Jin (hangul: 이성진, hancha: 李成震, ur. 7 marca 1985) – koreańska łuczniczka, mistrzyni i wicemistrzyni olimpijska, dwukrotna mistrzyni świata. Startuje w konkurencji łuków klasycznych.
Największym jej osiągnięciem jest srebrny medal olimpijski z Aten indywidualnie i złoty drużynowo (2004) oraz złoty medal mistrzostw świata w Madrycie (2005) w konkurencji indywidualnej oraz drużynowej.